# Кукубело (Месина)
Кукубело је насеље у Италији у округу Месина, региону Сицилија.
Према процени из 2011. у насељу је живело 48 становника. Насеље се налази на надморској висини од 102 м.